# Przemków (gmina)
Przemków est une gmina mixte du powiat de Polkowice, Basse-Silésie, dans le sud-ouest de la Pologne. Son siège est la ville de Przemków, qui se situe environ 19 km à l'ouest de Polkowice, et 97 km au nord-ouest de la capitale régionale Wrocław.
La gmina couvre une superficie de 108,04 km2 pour une population de 8 826 habitants.

## Géographie
La gmina est bordée par les gminy de Chocianów, Gaworzyce, Jerzmanowa, Polkowice, Przemków et Żukowice.